# Orosz László (jezsuita szerzetes)
Orosz László, Ladislao Oros (Csicser, 1697. december 18. – Nagyszombat, 1773. szeptember 11.) jezsuita szerzetes, tanár, misszionárius. A rend legkiválóbb alakjai közé tartozott a 18. században. Alakja egy francia drámában is szerepelt.

## Életútja
A régi csicseri Orosz nemesi családból származott. Apja Bercsényi Miklós híve volt. Ő maga is részt vett a Rákóczi-szabadságharcban. A szabadságharc bukása után négy évvel jelentkezett a jezsuitáknál, 1716. február 23-án vették fel a rendbe valószínűleg Kassán, majd a Nagyszombati Egyetemre került. 1726 pappá szentelték és mint hittérítő azonnal Amerikába ment.
1729-ben érkezett meg Buenos Airesbe más jezsuitákkal. Néhány hét múlva Córdobába, Argentína első egyetemére került mint hallgató, majd mint tanár, ahol Arisztotelész filozófiáját tanította. Dél-Amerika egyik leghíresebb filozófiatanára lett, reformokat vezetett be a jezsuita bölcseletoktatásban. Előadásainak jegyzetei évtizedek múltán is nagy becsben álltak az egyetemen. Közel negyven évet töltött jezsuita szerzetesként Argentínában. A Buenos Aires-i és 1732-ben a córdobai jezsuita kollégium, a Monserrat rektora és procuradora. 1735-ben a jezsuita provinciális titkára, nemsokára a córdobai egyetem rektora lett. Hivatala alatt hozták létre az első argentínai nyomdát az egyetemen. (Noha a guaraní indiánokhoz küldött missziónak már korábban is volt egy nyomdája, de ez csak guaraní nyelvű kiadványokat jelentetett meg, ezért az argentin történészek nem minősítik az argentin könyvnyomtatás előfutárának.) Az a többkötetes latin nyelvű munka, mely Decades címmel jelent meg, a dél-amerikai jezsuiták életrajzáról, jórészben nem Padre Techo, az ismert argentin történetíró munkája, mint korábban gondolták, hanem Orosz Lászlóé, nevezetesen a 6., 7., 8. és 9. kötetet, melyben a legjobb életrajzok vannak.
1748-ban a rend Rómába és Portugáliába is kiküldte. A rendi kongresszuson másodmagával ő képviselte a leghatalmasabb dél-amerikai provinciát. Levelezésben állt a spanyol király gyóntatójával, Mária Terézia királynővel, a spanyol alkirállyal és döntőbíróként szerepelt a határvitáknál, melyek során Argentína mai határai is jelentős mértékben kialakultak.
A jezsuiták kiűzésekor rendtársaival hetekre a córdobai rendház refektóriumába zárták, majd 1768-ban visszatoloncolták Európába. Szerencsésen elkerülte az egyházi államban levő faenzai internálást. Hazakerült Nagyszombatra, ahol a rend lelkésze lett. Valószínűleg tovább tanított az egyetemen és feltehetőleg a városban is halt meg.

## Munkái
- Eucharisticon Divo Ignatio de Loyola. Dum eidem in academica soc. Jesu univ. Cassoviensis basilica, incl. facultas theologica, post 40 amplius annos redux, tanquam tutelari suo primum honorificentissime assurgeret. Bartphae, 1715
- Decades (quinque) Virorum illustrium Paraquariae S. J. ex Historia Provinciae et aliunde depromptae, autore R. P. Nicolao del Techo S. J. Gallo-Belga Insulano, perpolitae. Tyrnaviae, 1759, két kötet

Kéziratban maradt egy kínai szótára, melyet spanyolból fordított latinra.